# Ommatius integerrimus
Ommatius integerrimus är en tvåvingeart som beskrevs av Scarbrough 1990. Ommatius integerrimus ingår i släktet Ommatius och familjen rovflugor. Inga underarter finns listade i Catalogue of Life.